# Batalla de Reim
La batalla de Reim (en hebreo: קרב רעים‎, romanizado: krav ra'im, en árabe: معركة رعيم‎, romanizado: maerakat raeim) ocurrió el 7 de octubre de 2023 en las inmediaciones del kibutz homónimo, cuando Hamás lanzó los ataques del 7 de octubre, iniciando la guerra entre Israel y Gaza de 2023. A las 10:00 a. m., menos de cinco horas después de que comenzara la Operación Inundación de Al-Aqsa, se informó de combates afuera de la base del Ejército de Reim, que es el cuartel general de la División de Gaza. Más tarde se informó que Hamás tomó el control de Reim y había tomado a varios soldados israelíes como rehenes. Más tarde ese mismo día, las Fuerzas de Defensa de Israel recuperaron el control de la base militar.